# Cantu Addition
Cantu Addition és una concentració de població designada pel cens dels Estats Units a l'estat de Texas. Segons el cens del 2000 tenia 217 habitants.

## Demografia
Segons el cens del 2000, Cantu Addition tenia 217 habitants, 77 habitatges, i 56 famílies. La densitat de població era de 279,3 habitants per km².
Dels 77 habitatges en un 48,1% hi vivien nens de menys de 18 anys, en un 49,4% hi vivien parelles casades, en un 19,5% dones solteres, i en un 26% no eren unitats familiars. En el 23,4% dels habitatges hi vivien persones soles el 2,6% de les quals corresponia a persones de 65 anys o més que vivien soles. El nombre mitjà de persones vivint en cada habitatge era de 2,82 i el nombre mitjà de persones que vivien en cada família era de 3,28.
Per edats la població es repartia de la següent manera: un 32,3% tenia menys de 18 anys, un 10,6% entre 18 i 24, un 25,3% entre 25 i 44, un 25,3% de 45 a 60 i un 6,5% 65 anys o més.
L'edat mediana era de 31 anys. Per cada 100 dones de 18 o més anys hi havia 93,4 homes.
La renda mediana per habitatge era de 9.191 $ i la renda mediana per família de 9.583 $. Els homes tenien una renda mediana de 12.841 $ mentre que les dones 16.250 $. La renda per capita de la població era de 6.492 $. Aproximadament el 53,3% de les famílies i el 45,9% de la població estaven per davall del llindar de pobresa.

## Poblacions més properes
El següent diagrama mostra les poblacions més properes.